# Langue sifflée turque
La langue des oiseaux turque ou la langue sifflée turque, d'après le turc kuş dili, est une version du turc communiquée au moyen de sifflets et de mélodies à haute tonalité. Utilisée à l’origine par les agriculteurs turcs pour communiquer sur de grandes distances et maintenant réduite à 10 000 locuteurs, elle est menacée d’extinction du fait que les téléphones portables remplissent cet objectif. La langue est pratiquée à Kuşköy, un village situé dans les montagnes pontiques du nord de la Turquie, qui organise chaque année depuis 1997 un festival de la langue, de la culture et des arts pour les oiseaux. L’UNESCO a inclus la langue des oiseaux dans sa liste de 2017 du patrimoine culturel immatériel. Une étude préliminaire menée à Kuşköy conclut que les langues sifflées sont traitées dans les deux hémisphères du cerveau, combinant le traitement normal du langage par le cerveau dans un hémisphère et la musique dans l'autre,. Parmi les autres pays où les langues sont sifflées, il y a les îles Canaries, la Grèce, le Mexique et le Mozambique. En France, il existe également une variété sifflée de la langue occitane parlée dans le Béarn. 